# Synallaxis unirufa
El pijuí rufo (Synallaxis unirufa), también denominado güitío rufo (en Venezuela), chamicero o rastrojero de antifaz (en Colombia), cola-espina rufo (en Perú) o colaespina rufa (en Ecuador), es una especie de ave paseriforme de la familia Furnariidae perteneciente al numeroso género Synallaxis. Es nativa de la región andina del noroeste y oeste de Sudamérica.

## Distribución y hábitat
Se distribuye de forma disjunta a lo largo de la cordillera de los Andes y estribaciones, desde el oeste de Venezuela, hacia el sur por Colombia, Ecuador, hasta el sureste de Perú.
Esta especie es considerada poco común en su hábitat natural: el sotobosque de las selvas húmedas de alta montaña y sus bordes, principalmente entre los 1700 y los 3200 metros de altitud, donde prefiere los cañizales de Chusquea.

## Descripción
Mide entre 16 y 18 cm de longitud y pesa entre 17 y 21 gramos. Como indica su nombre prácticamente todo su cuerpo es de color castaño rojizo casi uniforme, algo más claro en las partes inferiores, llegando a ser color canela en las variedades más claras. Presenta listas lorales negras. Su cola es larga y sus plumas terminan en punta.

## Sistemática

### Descripción original
La especie S. unirufa fue descrita por primera vez por el naturalista francés Frédéric de Lafresnaye en 1843 bajo el nombre científico Synnalaxis [error] unirufus; su localidad tipo es: «Colombia = "Bogotá"».

### Etimología
El nombre genérico femenino «Synallaxis» puede derivar del griego «συναλλαξις sunallaxis, συναλλαξεως sunallaxeōs»: intercambio; tal vez porque el creador del género, Vieillot, pensó que dos ejemplares de características semejantes del género podrían ser macho y hembra de la misma especie, o entonces, en alusión a las características diferentes que garantizan la separación genérica; una acepción diferente sería que deriva del nombre griego «Synalasis», una de las ninfas griegas Ionides. El nombre de la especie «unirufa», se compone de las palabras del latín «uni»: único, singular,  y «rufus»: rufo, rojizo; significando «únicamente rufa».

### Taxonomía
Los datos genético-moleculares indican que esta especie es hermana de Synallaxis castanea y que el par formado por ambas puede estar más próximo a Synallaxis fuscorufa; las tres han sido consideradas conespecíficas algunas veces, pero las diferencias vocales substanciales documentadas y los ensayos de playback recíproco revelan una pronunciada discriminación vocal. El canto de cada subespecie es bastante distintivo, indicando una posible diferencia al nivel de especies separadas, sin embargo, las diferencias de plumaje no son significativas. Una población en Cajamarca (norte de Perú), más apagada y menos rufa que las otras, podría representar una subespecie no descrita.

### Subespecies
Según las clasificaciones del Congreso Ornitológico Internacional (IOC) y Clements Checklist/eBird v.2019 se reconocen cuatro subespecies, con su correspondiente distribución geográfica:

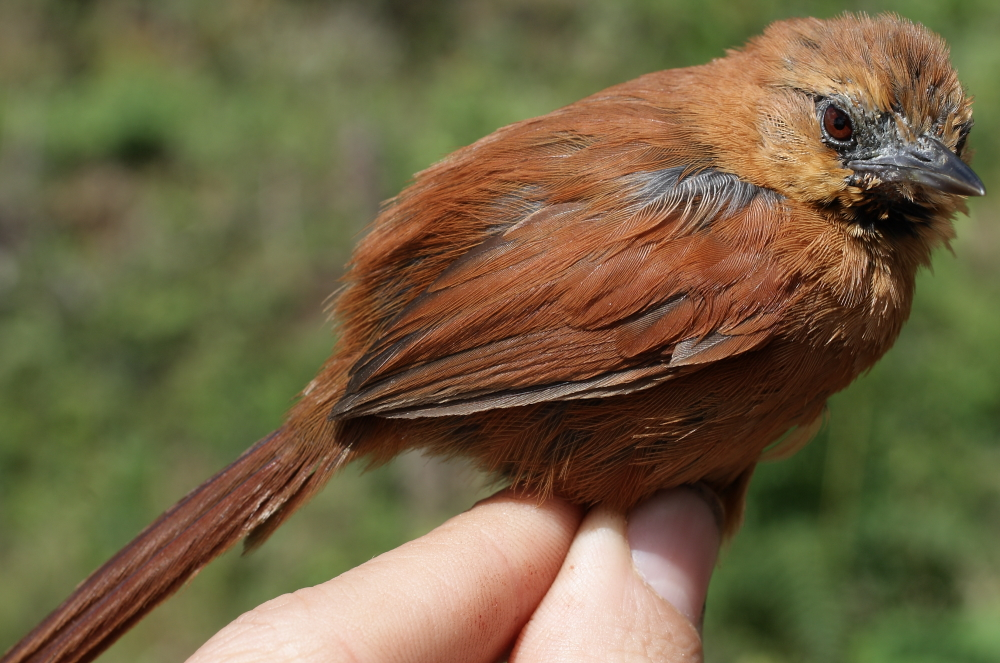
Synallaxis unirufa munoztebari

- Synallaxis unirufa munoztebari Phelps, Sr & Phelps, Jr, 1953 – Serranía del Perijá del noreste de Colombia y oeste de Venezuela.
- Synallaxis unirufa meridana Hartert & Goodson, 1917 – Andes del oeste de Venezuela (Trujillo al sur hasta Táchira) y centro norte de Colombia (parte del extremo noroeste de los Andes orientales en Norte de Santander).
- Synallaxis unirufa unirufa Lafresnaye, 1843 – Andes de Colombia (hacia el sur posiblemente desde Chocó en los Andes occidentales, desde Antioquia en el centro, y en Cundinamarca y oeste de Casanare en el este), Ecuador (en la pendiente occidental hacia el sur solamente hasta el oeste de Cotopaxi) y extremo norte de Perú (al norte y oeste del río Marañón).
- Synallaxis unirufa ochrogaster J.T. Zimmer, 1935 – Andes peruanos al sur del Marañón desde Amazonas hacia el sur hasta Cuzco (Cordillera Vilcabamba).